# Krystyna Raczyńska
Krystyna Pelagia Raczyńska (ur. 1 marca 1945) – polska okulistka, chirurg oka, profesor nauk medycznych.

## Życiorys
Studia medyczne ukończyła na Wydziale Lekarskim Akademii Medycznej w Gdańsku. Tam też uzyskała I i II stopień specjalizacji w zakresie okulistyki w Katedrze i Klinice Chorób Oczu. Od 1976 zatrudniona na macierzystej uczelni, gdzie zdobywała kolejne awanse akademickie (1976-1979 - starszy asystent, 1979-1993 – adiunkt, 1993-2004 – zastępca kierownika kliniki). 
Doktorat obroniła w 1979 na podstawie pracy Wpływ chlormadinonu na siatkówkę samic szczura białego. Od 2005 jest kierownikiem Katedry i Kliniki Okulistyki Gdańskiego Uniwersytetu Medycznego (kierownictwo objęła po Barbarze Iwaszkiewicz-Bilikiewicz). W pracy klinicznej specjalizuje się w chirurgii witreoretinalnej (obszar ciała szklistego i siatkówki oka). Habilitowała się w 1992 na podstawie oceny dorobku naukowego i rozprawy Wpływ przeciwciał anty-RhD na resorpcję krwi w ciele szklistym oka. W 2009 otrzymała tytuł naukowy profesora.
Przez wiele lat była konsultantem wojewódzkim w dziedzinie okulistyki dla woj. słupeckiego oraz woj. pomorskiego. Członkini Polskiego Towarzystwa Okulistycznego, w ramach którego pełni funkcję przewodniczącej oddziału gdańskiego. 
Jest członkiem rady naukowej „Magazynu Lekarza okulisty" oraz członkiem komitetu redakcyjnego czasopisma naukowego „Klinika Oczna" (oficjalne pismo Polskiego Towarzystwa Okulistycznego). Pełni także funkcję przewodniczącej Pomorskiego Oddziału Stowarzyszenia AMD w Gdańsku.
Wielokrotnie wyróżniana i nagradzana: otrzymała m.in. Srebrny Krzyż Zasługi (2003), Medal Komisji Edukacji Narodowej (2010) oraz nagrody rektorskie.